# Anthophorula subcrassicornis
Anthophorula subcrassicornis là một loài Hymenoptera trong họ Apidae. Loài này được Timberlake mô tả khoa học năm 1980.